# Calcul fonctionnel
En mathématiques, un calcul fonctionnel est une théorie permettant d'étendre à des opérateurs une fonction définie initialement uniquement pour des variables réelles ou complexes. Ces théories font désormais partie du domaine de l'analyse fonctionnelle, et sont également liées à la théorie spectrale.

## Motivations
Si f est par exemple une fonction réelle de variable réelle, et si M est un opérateur, l'expression f(M) n'a pas de sens
à proprement parler, et lui en donner un, outre qu'en général il n'y a aucune façon naturelle d'y parvenir, est un abus de notation. Cependant, suivant une habitude fréquente, que ce soit en  calcul opérationnel, ou en calcul matriciel par exemple, les expressions algébriques sont généralement notées sans faire la distinction, autrement dit, on parle du carré d'une matrice M  (et on le note  M2) en prolongeant ainsi la fonction f(x) = x2. L'idée d'un calcul fonctionnel est de donner des règles systématiques justifiant cet abus de notation pour des fonctions f plus générales.
Les fonctions les plus simples pour lesquelles cela est possible sont les polynômes, ce qui donne naissance à la notion de polynôme d'opérateur, généralisant celle de  polynôme d'endomorphisme : si P est un polynôme à une indéterminée X, on obtient le polynôme d'opérateur P(T) correspondant en remplaçant (formellement) X par l'opérateur T, la multiplication par la composition et les constantes k  par les opérateurs d'homothétie {\displaystyle \phi \mapsto k\phi }. En dimension finie, ce calcul donne de nombreuses informations sur l'opérateur considéré. Ainsi, la famille des polynômes annulant un opérateur donné T est un idéal de l'anneau des polynômes, non trivial en dimension finie n (parce que la famille {I, T, T2...Tn} est alors liée). L'anneau des polynômes étant un anneau principal, cet idéal est engendré par un polynôme unitaire  m, appelé le  polynôme minimal de T. On en déduit que le scalaire α est une valeur propre de T si et seulement si α est racine de m. m permet également fréquemment de calculer l'exponentielle de T efficacement.
Dans le cas de la dimension infinie, cette technique échoue le plus souvent ; ainsi, dans le cas de l’opérateur de décalage, défini sur l'espace des suites par {\displaystyle D((u_{n}))=(u_{n+1})}, l'idéal dont on vient de parler est trivial ; c'est ce qui justifie la nécessité d'un calcul fonctionnel plus général. Le sujet est fortement lié à la  théorie spectrale, car, par exemple, pour une matrice diagonale M, il est naturel de définir pour f(M) la matrice diagonale dont les éléments diagonaux sont les images par f des éléments diagonaux de M, et donc plus généralement de faire le même choix pour les valeurs propres.

## Les divers calculs fonctionnels
Pour des descriptions détaillées plus rigoureuses, voir
- Calcul fonctionnel holomorphe ;
- Calcul fonctionnel matriciel ;
- Calcul fonctionnel borélien (en),
- Calcul fonctionnel continu (en)